# Rotten Sound
Rotten Sound ist eine finnische Grindcore-Band aus Vaasa, die im Juli 1993 von Mika Aalto gegründet wurde. Ihre aktuelle Besetzung besteht aus Mika Aalto (E-Gitarre), Matti Raappana (E-Bass), Sami Latva (Schlagzeug) und Keijo Niinimaa (Gesang). Seit Mitte der 2000er Jahre erreichten die Veröffentlichungen der Band die finnischen Albumcharts.

## Bandgeschichte
Gegründet im Juli 1993 von Mitgliedern der Death-Metal-Band Vomituration, nahm Rotten Sound im August in der Besetzung Mika Aalto (Gitarre), Ville Väisänen (Schlagzeug), Masa Kovero (Bass) und Keijo Bagge (Gesang) die Single Sick Bastard auf, die 1994 beim belgischen DIY-Label Genet Records erschien. Danach wurde Schlagzeuger Väisänen durch Kai Hahto und Bassist Kovero durch Pekka Ranta ersetzt und es erschien die Single Loosin’ Face. Nach der Aufnahme weiterer Singles und EPs nahm die Besetzung 1996 das Debütalbum Under Pressure auf, welches 1997 vom spanischen Independent-Label Repulse Records veröffentlicht wurde. Danach kam mit Juha Yli-Koski ein zweiter Gitarrist in die Band und es erschien 1999 das zweite Album Drain. Anfang der 2000er kam mit Mika Häkki ein neuer Bassist und Rotten Sound erhielt einen Plattenvertrag bei Necropolis Records. Dort erschienen zunächst die EP Still Psycho (2000) und nach dem Weggang von Gitarrist Yli-Koski das dritte Studioalbum Murderworks (2002). Auf der anschließenden Tournee durch Europa und die USA wurden die Liveaufnahmen mitgeschnitten, die 2004 als DVD Murderlive veröffentlicht wurden. Bereits während dieser Tour wurde Bassist Mika Häkki durch Toni Pihlaja ersetzt. Mittlerweile bei Spinefarm Records unter Vertrag, erschienen mit Exit (2005) und Cycles (2008) zwei weitere Alben, die sich ebenso wie die 2006er EP Consume to Contaminate in den finnischen Musikcharts platzieren konnten. Zwischenzeitlich wurde Schlagzeuger Kai Hahto 2006 durch Sami Latva ersetzt. Im November 2009 gab Relapse Records bekannt, dass das Label die Band unter Vertrag genommen hat. Die erste Veröffentlichung bei Relapse war die EP Napalm, gefolgt von dem Studioalbum Cursed (2011). Ende 2012 wechselte die Band zum französischen Label Season of Mist. Die erste Veröffentlichung war 2013 die EP Species at War, das nächste Studioalbum Abuse to Suffer erschien 2016. Es folgten zahlreiche Live-Auftritte, unter anderem Anfang 2020 als Vorband von Napalm Death, bevor die Corona-Pandemie die weiteren Bandaktivitäten unterbrach. Zwar hatte das Songwriting für das nächste Studioalbum bereits 2019 begonnen, die Aufnahmen fanden jedoch erst im Dezember 2021 und das Mastering im Januar 2022 statt. Das Album mit dem Titel Apocalypse wurde am 31. März 2023 veröffentlicht.

## Stil
Alex Henderson von Allmusic nennt als Haupteinflüsse von Rotten Sound Bands wie Slayer, Napalm Death, Suicidal Tendencies, Entombed und Carcass und beschreibt die Musik als Grindcore mit Einflüssen aus Black Metal und Death Metal. Rotten Sound selber sieht die Wurzeln der Band eher im vom Hardcore Punk beeinflussten Grindcore der späten 1980er Jahre, dabei legt die Band nicht nur Wert auf Blastbeats, sondern versucht, durch Tempowechsel der Musik Dynamik zu verleihen. Die Musik von Rotten Sound wird mit der schwedischen Grindcore-Band Nasum verglichen. Das Textkonzept thematisiert Antirassismus, Vegetarismus sowie allgemeine Gesellschaftskritik, allerdings ist Sänger Keijo bestrebt, die Liedtexte düsterer und apokalyptischer zu verfassen als seine Vorbilder von Napalm Death.

## Diskografie
Studioalben
- 1997: Under Pressure
- 1999: Drain
- 2002: Murderworks
- 2005: Exit
- 2008: Cycles
- 2011: Cursed
- 2016: Abuse to Suffer
- 2023: Apocalypse

Singles und EPs
- 1995: Sick Bastard
- 1995: Psychotic Veterinarian
- 1996: Loosin' Face
- 1997: Spitted Alive (Split mit Control Mechanism)
- 2000: Still Psycho
- 2001: 8 Hours of Lobotomy (Split mit Unholy Grave)
- 2003: Seeds of Hate (Split mit Mastic Scum)
- 2006: Consume to Contaminate
- 2010: Napalm
- 2013: Species at War
- 2018: Suffer to Abuse

Sonstige
- 2003: From Crust 'Til Grind (Kompilation)
- 2004: Murderlive (DVD)